# Boarp, Okome socken
Boarp är en by i Okome socken,  Falkenbergs kommun. Idag (2012) består byn av tre bofasta hushåll.

## Historia
Boarp har sedan den danska tiden (före 1645) bestått av två gårdar och var vid upprättandet av den första svenska jordeboken 1646 ett helt mantal frälsehemman, vilka enligt källskrifterna friköpts två gånger(!); dels 1720, dels 1805 då de båda gårdarna efter ansökan 1750 blivit förmedlade ner till ¼ mantal vardera. Av gamla domböcker att döma har gårdarna innehaft såväl skattlagda kvarnar som laxgårdar i den intilliggande Högvadsåns forsar sedan urminnes tider.
Vid tiden för Laga skiftet i byn 1864, fanns tillfälligtvis tre gårdar (av vilka en tvangs att flytta ut sina hus från den gamla bytomten), men dessa slogs snart åter ihop till två brukningsenheter.
År 1922 avstyckades all skogsmark inom byn och såldes till ett skogsbolag.

## Bebyggelsenamn
Ingen av de båda ursprungliga gårdarna tycks ha haft personliga namn, men några av de gamla torpen har haft bebyggelsenamn. Nedanstående förteckning gäller torp och backstugor som funnits fram till år 1900. 
- Eneberg (1881 – ). En stuga, riven efter år 1903
- Hult (1762 – 1808). En stuga
- Kvarnbacken (1868 – ). Ett torp, senare en kvarn (nedlagd på 1940-talet), friköpt 1919.
- Laxforsen. En fritidsbostad, namnet är nytt

## Övrigt
Boarp har fram till mitten av 1740-talet varit länsmansboställe.
Några inom byn belägna betesmarker och lövskog längs Högvadsån utgör tillsammans med dess forsar sedan 1978 en del av naturreservatet Sumpafallen.